# Mina Caputo

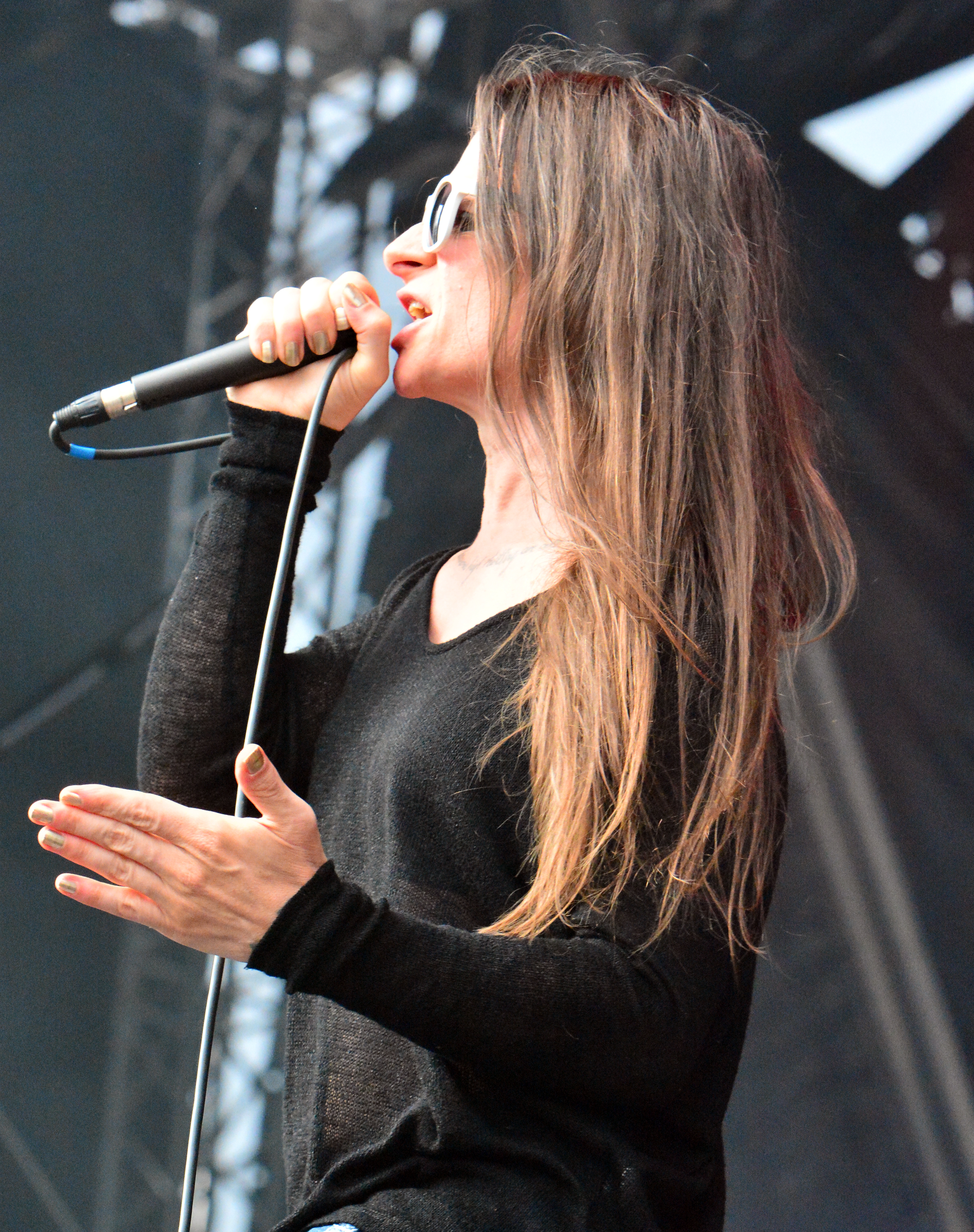
Mina Caputo, 2014

Mina Caputo (neé: Keith Caputo; Hartstown, 4 de diciembre de 1973) es una cantante estadounidense transexual, conocida desde antes de su transición por liderar la banda de heavy metal Life of Agony.

## Carrera
Caputo fundó Life Of Agony en 1989 con su primo y guitarrista Joey Z. Después de firmar con Roadrunner Records, debutan con el álbum de 1993 River Runs Red. Poco después del lanzamiento de su tercer álbum en 1997, Caputo afirmó que su corazón ya no estaba en el tipo de música que realiza y se fue del grupo.
Después de dejar el grupo forma Absolute Bloom, pero se separa en julio de 1998.
Más tarde, ayudó a volver a formar la banda brasileña Freax, que se había separado diez años antes. Ellos desarrollaron un álbum homónimo en 2003.
Durante este período, también trabajó en solitario lanzando dos discos de estudio.
El 3 y 4 de enero de 2003, la formación original de Life Of Agony se reunió para dos conciertos en el Irving Plaza de Nueva York. La reunión dio lugar a varios programas más y apariciones en festivales europeos, así como la grabación de 2005 de Broken Valley, el primer material que la banda crea desde 1997.
En 2003 en Nueva York, Caputo formó parte de un line-up junto a los músicos Mike Shaw (Bajo) y Dan Platt (guitarras), el holandés Van Rooijen Jochem (batería) y Jack Pisters (guitarra solista) y grabó lo que sería el Vivo Monstruos (2004).
En 2005, prestó su voz para la canción "Tired N 'Lonely" en la Roadrunner United: The All-Star Sessions.
El 1 de mayo de 2006, lanza su tercer álbum en solitario Hearts Blood On Your Dawn, que no estaba disponible en las tiendas, pero sí en sus shows en vivo, a través de pedidos por correo a través de su página web, www.keithcaputo.com, y en iTunes Store.
En 2007, graba su cuarto disco en solitario, A Fondness For Hometown Scars, que incluye una aparición de Flea (Red Hot Chili Peppers) en trompeta, entre otros. Durante 2008 realizó una gira con una banda compuesta por los músicos holandeses Oldcastle Ryan (guitarra), Axel van Oort (bajo), y Jochem van Rooijen (batería). El álbum fue producido por Martyn Lenoble, y fue lanzado en Europa en abril de 2008 por el sello holandés Suburban Records.
Ha sido la cantante invitada por la banda holandesa de metal sinfónico Within Temptation en la canción "What Have You Done", el primer sencillo (y segunda pista) desde su álbum de 2007,The Heart of Everything.
Mina Caputo también hizo una aparición en el tema "Free Speech (Will Cost You)" en el álbum Memory Rendered Visible de la banda Both Worlds, publicado por Roadrunner Records. También prestó su voz en respaldo adicional con Type O Negative en Bloody Kisses.

## Vida personal
En julio de 2011, anunció que comenzaría a vivir como mujer, diciendo que era lo que llevaba deseando toda su vida. Por un tiempo, se hizo llamar Keith Mina Caputo, para después llamarse Mina Caputo. Se declaraba lesbiana. 
Mina pasaba así a ser la primera estrella abiertamente transgénero del heavy metal, formando parte del conjunto de artistas trans más importantes del escenario musical occidental actual.
Sin embargo, en 2024 anunciaba que volverá a vivir como hombre bajo su nombre original, Keith Caputo.

## Discografía

### Con Life of Agony

#### Álbumes
- River Runs Red (1993)
- Ugly (1995)
- Soul Searching Sun (1997)
- 1989-1999 (1999)
- Unplugged at the Lowlands Festival '97 (2000)
- The Best of Life of Agony (2003)
- River Runs Again: Live (CD/DVD) (2003) (Live)
- Broken Valley (2005)

### Con Absolute Bloom

#### Álbumes
- Demo (1998)

### Solista

#### Álbumes
- Died Laughing (1999/2000)
- Died Laughing Pure (2000) (acoustic versions)
- Perfect Little Monsters (2003)
- Live Monsters (2004) (Live performances)
- Heart's Blood On Your Dawn (2006)
- A Fondness For Hometown Scars (2008)
- Dass-Berdache / Essential Rarities and Demo Cuts (2008)
- Cheat (EP) (2009)

#### Sencillo
- "Selfish" (1999)
- "New York City" (2000)
- "Why" (2001)

### Con Freax

#### Álbumes
- Freax (2002)

### Apariciones
- Additional Vocals - Bloody Kisses by Type O Negative
- "Free Speech (Will Cost You)" (with Both Worlds) (1998)
- "Tired 'n Lonely" - Roadrunner United (Cantante y Piano) (2005)
- "What Have You Done" (con Within Temptation) (2007)
- "IDA" (con Gator Bait Ten) (2014)